# Tetractinellida
Tetractinellida es un orden de esponjas de mar pertenecientes a la clase Demospongiae. El orden fue descrito por primera vez en 1876, pero en 2012 se renovó su descripción y reemplazó a los órdenes Astrophorida y Spirophorida, que luego se convirtieron en los subórdenes Astrophorina y Spirophorina.

## Familias
Suborden Astrophorina (Sollas, 1887)
- Familia Ancorinidae Schmidt, 1870
- Familia Calthropellidae Lendenfeld, 1907
- Familia Corallistidae Sollas, 1888
- Familia Geodiidae Gray, 1867
- Familia Isoraphiniidae Schrammen, 1924
- Familia Macandrewiidae Schrammen, 1924
- Familia Neopeltidae Sollas, 1888
- Familia Pachastrellidae Carter, 1875
- Familia Phymaraphiniidae Schrammen, 1924
- Familia Phymatellidae Schrammen, 1910
- Familia Pleromidae Sollas, 1888
- Familia Theneidae Carter, 1883
- Familia Theonellidae Lendenfeld, 1903
- Familia Thrombidae Sollas, 1888
- Familia Vulcanellidae Cárdenas, Xavier, Reveillaud, Schander & Rapp, 2011

Suborden Spirophorina (Bergquist & Hogg, 1969)
- Familia Azoricidae Sollas, 1888
- Familia Samidae Sollas, 1888
- Familia Scleritodermidae Sollas, 1888
- Familia Siphonidiidae Lendenfeld, 1903
- Familia Spirasigmidae Hallmann, 1912
- Familia Stupendidae Kelly y Cárdenas, 2016
- Familia Tetillidae Sollas, 1886

Suborden Thoosina (Carballo, Bautista-Guerrero, Cárdenas, Cruz-Barraza, Aguilar-Camacho, 2018)
- Familia Thoosidae Cockerell, 1925